# Anisus correctus
Anisus correctus е вид коремоного от семейство Planorbidae.

## Разпространение
Видът е разпространен в Европейска част на Русия.